# Kruiskapel (Oud-Geleen, Norbertijnenstraat)
De Kruiskapel is een kapel in Geleen in de Nederlands Zuid-Limburgse gemeente Sittard-Geleen. De kapel staat in Oud-Geleen op een pleintje in de Norbertijnenstraat waarop de Carmelietenstraat uitkomt.
Op ongeveer 450 meter naar het zuiden staat de Kruiskapel aan de Hendriklaan.
De kapel is gewijd aan het kruis.

## Geschiedenis
Op deze plaats stond er vroeger een kruis waar men bij de sacramentsprocessie even stil stond.
Tijdens de Tweede Wereldoorlog vond er nabij de Norbertijnenstraat een bombardement plaats, waarbij 83 doden vielen.
Op maandag 18 september 1944 werd Geleen door de Amerikanen bevrijd.
In 1945 werd de kapel gebouwd als dank voor de bevrijding op de plaats waar met de sacramentsprocessie en werd dat jaar ingezegend.
In 2010-2011 werd de kapel gerestaureerd en op 26 juni 2011 werd de kapel opnieuw ingezegend.

## Bouwwerk
De wit geschilderde bakstenen kapel heeft een zeer open karakter en wordt omgeven door lindebomen. De kapel is opgetrokken op een rechthoekig plattegrond en wordt gedekt door een zadeldak. Aan de voorzijde is een grote rondboogvormige opening gemaakt met een hardstenen sluitsteen met daarin de tekst AD 1945. In de opening is het hardstenen altaar gemetseld, met een steen uit de Basiliek van de H.H. Wiro, Plechelmus en Otgerus, waarop aan de voorzijde een tekst is aangebracht:

Gegroet
o kruis
ons
eenige hoop
†

Op het altaarblad is een stenen plaquette geplaatst met daarop de tekst:

Als dank voor
de bevrijding en
dat onze straat
in de oorlog
gespaard bleef

Boven het altaar is een groot houten kruis bevestigd met hierop een corpus van de hand van Atelier Cuypers-Stoltzenberg.